# 馬祖行政公署
馬祖行政公署是1950年12月15日由中華民國政府所成立的政府機關，成立地點位在連江縣南竿地區。1953年8月15日馬祖行政公署改制為閩東北行署，1955年7月1日閩東北行署改制為福建省第一區行政督察專員公署。